# Pakulonan Barat
Pakulonan Barat is een bestuurslaag in het regentschap Tangerang van de provincie Banten, Indonesië. Pakulonan Barat telt 23.925 inwoners (volkstelling 2010).